# میدان رجنت
میدان رجنت (به انگلیسی: Regent Square) یک منطقهٔ مسکونی در ایالات متحده آمریکا است که در پیتسبرگ واقع شده‌است. میدان رجنت  ۹۲۸ نفر جمعیت دارد.